# Actinella robusta
Actinella robusta је пуж из реда Stylommatophora и фамилије Hygromiidae. 

## Угроженост
Ова врста је на нижем степену опасности од изумирања, и сматра се скоро угроженим таксоном.

## Распрострањење
Ареал врсте је ограничен на једну државу. 
Португал (тачније Мадеира) је једино познато природно станиште врсте.